# サム・ワン
サム・ワン（本名：王紹偉　ワン・シャオウェイ、1976年12月18日-）は台湾出身の歌手、俳優。身長は180センチ。血液型はO型。中国語、台湾語、英語を話す。

## 経歴
- 大学在学中よりモデルとして活躍、卒業した後、兵役を経て、2002年に芸能事務所「喬傑立」に所属し、アイドルグループ5566のメンバーとして活躍する。歌と得意のダンスで、不動の地位を得る。
- 2004年からは、新たなアイドルグループ183CLUBも掛け持ちし、現在に至る。お笑いの才能もあり、ひょうきんな所も人気の理由の一つである。
- 世話焼きな一面から、時に周囲から「サムおじさん」と呼ばれることもある。

## 出演作品

### TVドラマ
- MVP情人（2002年）
- 西街少年（2004年）
- 紫禁之嶺（2004年）
- カエルになった王子様（2005年）
- ラヴスタイリスト（2006年）
- 剪刀・石頭・布（2006年）
- 惡女阿楚(2007年)
- 歡喜來逗陣(2008年)
- 魔女18號(2009年)
- 飛行少年(2011年)